# Dudowski Potok
Dudowski Potok – potok, prawy dopływ Filipczańskiego Potoku. 
Zlewnia potoku obejmuje część zachodnich stoków Zgorzeliskowego Działu na Pogórzu Bukowińskim w miejscowości Małe Ciche w gminie Poronin. Potok wypływa na wysokości około 1030 m na zachodnich stokach płytkiej przełęczy między Zadnim Wierchem (1062 m) a Wierchem Zgorzelisko (1105 m). Spływa początkowo w kierunku zachodnim, potem południowo-zachodnim i uchodzi do Filipczańskiego Potoku na wysokości 855 m w zabudowanym obszarze Małego Cichego. Deniwelacja potoku wynosi 175 m, średni spadek  15,5%.
Tylko niewielka część zlewni Dudowskiego Potoku to las, większą część stanowią pola uprawne i  trawiaste tereny zjazdowe Stacji Narciarskiej Małe Ciche.